# بيتر دالي (شاعر)
بيتر دالي (بالإنجليزية: Peter Dale)‏ هو شاعر بريطاني، ولد في 21 أغسطس 1938 في أدلستون في المملكة المتحدة.

## وصلات خارجية
- بيتر دالي على موقع ميوزك برينز (الإنجليزية)